# Robert Vaught

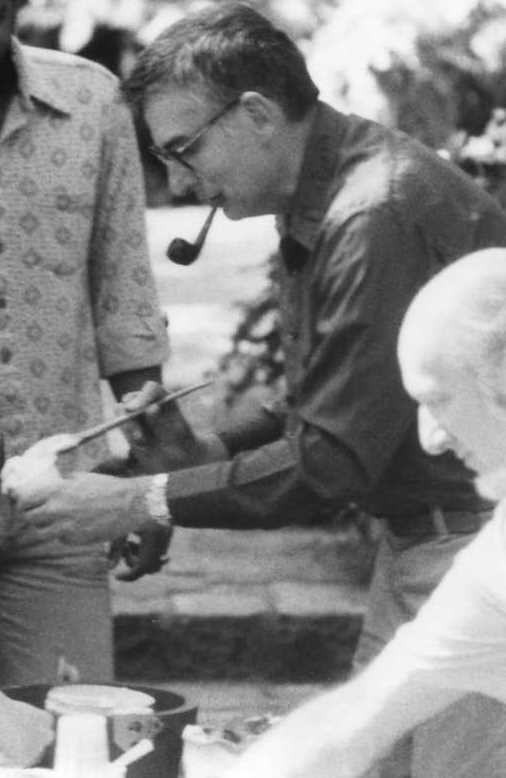
Robert Vaught, 1977

Robert Lawson Vaught (* 4. April 1926 in Alhambra, Kalifornien; † 2. April 2002 in Berkeley) war ein US-amerikanischer mathematischer Logiker.

## Leben und Wirken
Vaught studierte im Zweiten Weltkrieg in einem Programm der US-Navy an der University of California, Berkeley, Physik (Abschluss 1945), fortgesetzt an der Cornell University. Nach seiner Dienstzeit bei der Navy studierte er ab 1946 Mathematik in Berkeley. Zunächst wollte er bei John L. Kelley über Operatoralgebren  promovieren, als dieser aber von der Universität verwiesen wurde, weil er in der McCarthy-Ära den Loyalitätseid nicht leisten wollte, promovierte Vaught bei Alfred Tarski 1954 in mathematischer Logik (Topics in the theory of arithmetical classes and boolean algebras).  Nach vier Jahren an der University of Washington, zuletzt als Assistant Professor, war er ab 1958 wieder in Tarskis Gruppe in Berkeley, wo er 1963 Professor wurde und bis zu seiner Emeritierung 1991 blieb.
Vaught war seit seiner Arbeit mit Tarski einer der Pioniere der Modelltheorie. Er etablierte hier viele wichtige Konzepte (so saturierte Strukturen 1962 mit Michael D. Morley) und ist auch für eine Vermutung von 1961 bekannt, die Vaught-Vermutung (dass die Anzahl abzählbarer Modelle von vollständigen Theorien erster Ordnung entweder endlich, abzählbar unendlich oder von der Kardinalität der reellen Zahlen ist). Er bewies in seinem Never 2 Theorem, dass eine vollständige Theorie erster Ordnung nicht genau zwei nicht-isomorphe abzählbare Modelle haben kann. Ferner ist das Kriterium von Vaught, ein Vollständigkeitskriterium für Theorien der Prädikatenlogik erster Stufe, mit seinem Namen verbunden.
1956/57 war er als Fulbright Scholar in Amsterdam und 1967 als Guggenheim Fellow in Zürich. 1978 erhielt er den Karp-Preis für seine Arbeit über die Logik unendlicher langer Ausdrücke mit Hilfe einer von ihm eingeführten topologischen Konstruktion (Vaught Transformation). 1966 war er Invited Speaker auf dem Internationalen Mathematikerkongress in Moskau (Model theory and set theory).
Zu seinen Doktoranden zählt Jack Silver, James Baumgartner und Michael D. Morley (formal bei Saunders MacLane, Vaught betreute aber die Arbeit).

## Schriften
- Set Theory- an introduction, 2. Auflage, Birkhäuser 1994, 2001